# Discografia lui Gică Ștefănescu
Discografia naistului Gică Ștefănescu cuprinde câteva apariții pe discuri de ebonită ce prezintă înregistrări realizate în anii 1937 - 1939, în Statele Unite. Discurile naistului au fost înregistrate la casa de discuri Decca.

## Discuri Decca
| An   | Număr de catalog | Format                 | Piese                                                   | Acompaniament              | Note                    |
| ---- | ---------------- | ---------------------- | ------------------------------------------------------- | -------------------------- | ----------------------- |
| 1937 | 2118             | ebonită, single, 25 cm | Doina Oltului (doină); Hora țigănească (horă)           | orchestra Nicholas Matthey | înregistrat la New York |
| 1937 | 2119             | ebonită, single, 25 cm | Hora staccato (horă); Sava chavo (sârbă)                | orchestra Nicholas Matthey | înregistrat la New York |
| 1937 | 2120             | ebonită, single, 25 cm | Steluța și Ciocârlia (cântec); Hora calului (horă)      | orchestra Nicholas Matthey | înregistrat la New York |
| 1937 | 2121             | ebonită, single, 25 cm | Țuică (potpuriu); Țața Maritza                          | orchestra Nicholas Matthey | înregistrat la New York |
| 1937 | 2122             | ebonită, single, 25 cm | Sârba (sârbă); Transylvania                             | orchestra Nicholas Matthey | înregistrat la New York |
| 1939 | 18060            | ebonită, single, 25 cm | Doina cavalu (doină); Ciocârlia                         | orchestra Nicholas Matthey | înregistrat la New York |
| 1939 | 19061            | ebonită, single, 25 cm | Hora boierească (horă); La Bacău (cântec)               | orchestra Nicholas Matthey | înregistrat la New York |
| 1939 | 19062            | ebonită, single, 25 cm | Gypsy tears (cântec); Tudorițo nene și Hora pompierului | orchestra Nicholas Matthey | înregistrat la New York |
| 1939 | 19063            | ebonită, single, 25 cm | Gypsy dream (cântec); Spune mândru și Radu mamei        | orchestra Nicholas Matthey | înregistrat la New York |